# Jorge Srur
Jorge Eduardo Srur (Córdoba, 26 de noviembre de 1966) es un politólogo, funcionario internacional y académico argentino. Desde marzo de 2022 es Gerente Regional Sur de CAF Banco de Desarrollo de América Latina. Previo a ello se desempeñó como Director Ejecutivo Alterno por Argentina y Haití en el Banco Interamericano de Desarrollo (BID). Cuenta con una extensa carrera profesional en la banca multilateral de desarrollo, tanto en el BID (2009-2016 y 2020-2022) como en CAF (2016-2020). En 2013 el BID lo distinguió con el Premio Antonio Ortiz Mena por su liderazgo al frente de un Bien Público Regional que asoció 20 países de América Latina y el Caribe. Entre 1990 y 2008, tuvo a su cargo altas responsabilidades ejecutivas y legislativas en la función pública argentina. Fue uno de los precursores del gobierno electrónico en la administración pública. Reformó y transparentó las compras y contrataciones de las fuerzas policiales y de seguridad. Fue el primer legislador del mundo que logró la certificación de calidad ISO 9001:2000 para su despacho parlamentario. Es profesor universitario de Desarrollo Humano, Económico y Social y autor de diversos libros, estudios y publicaciones sobre instituciones, política social y seguridad ciudadana.

## Trayectoria profesional
Tras más de doce años de carrera profesional en la banca multilateral de desarrollo, en febrero de 2020 Jorge Srur fue designado Director Ejecutivo Alterno por Argentina y Haití en el BID (Banco Interamericano de Desarrollo). En 2009, ingresó al BID por concurso internacional, para prestar servicios como especialista senior en modernización del estado. Desde esa posición lideró programas de asistencia técnica y financiera y estudios regionales para la mayoría de sus 26 países prestatarios sobre instituciones, e-government y seguridad ciudadana. Además dirigió un equipo que analizó una década de operaciones del Banco para identificar los factores institucionales que restringen la efectividad de sus préstamos. Ha sido reconocido también por su contribución en medición y prevención inteligente del delito. En 2016 fue seleccionado por CAF-Banco de Desarrollo de América Latina para coordinar su estrategia de apoyo a los países miembros en seguridad ciudadana, la que vinculó con su programa de apoyo al desarrollo local (Ciudades con Futuro). En febrero de 2020 fue designado como Director Ejecutivo Alterno por Argentina y Haití en el Banco Interamericano de Desarrollo (BID). Previamente, en Argentina, Srur fue Subsecretario de Coordinación e Innovación del Ministerio de Justicia, Seguridad y Derechos Humanos de la Nación; Jefe de la Administración Civil de las Fuerzas Policiales y de Seguridad; Gerente General del PAMI (Instituto Nacional de Jubilados y Pensionados); Director Nacional en el Instituto Nacional de Educación Técnica y Secretario Ejecutivo del Instituto Nacional de Juventud. También fue Subsecretario en el Gobierno de la Ciudad de Buenos Aires y en la Legislatura de la Provincia de Buenos Aires. En sus diversas funciones, se destacó por promover las nuevas tecnologías y la transparencia. Fue electo dos veces Legislador de la Ciudad de Buenos Aires. En su primer periodo (1997-2000), presidió la comisión de Vivienda, desde donde impulsó leyes para la resolución de problemas sociales y habitacionales de larga data. En su segundo periodo (2000-2003), fue elegido Vicepresidente Segundo de la Legislatura, logrando la certificación de calidad ISO 9001:2000 para su despacho parlamentario.. Ejerció la docencia y la investigación en diversas instituciones públicas y privadas. En el presente dirige la cátedra de Desarrollo Humano, Económico y Social y Humano de Argentina y América Latina de las carreras de Ciencia Política y Relaciones Internacionales en la Escuela de Gobierno de la Universidad Austral; y es también profesor en su Maestría en Relaciones Internacionales. Desde 2008 es Fellow en la red global de líderes Eisenhower Fellowships. 

## Publicaciones destacadas
Es autor y editor de diversos libros, estudios y artículos. Entre ellos:
1. “Qué observan los que observan el delito. Presente, pasado y futuro de los observatorios del crimen y la violencia en América Latina y el Caribe” (2013)
2. “El impacto de los factores institucionales en los préstamos del BID” (2012)
3. “El otro modelo, una reforma social para la Argentina que viene” (coautor con Gustavo Beliz, 1999)
4. “La corrupción como impuesto a la pobreza” (en “No robarás, ¿es posible vencer a la corrupción?”, Gustavo Beliz editor, 1997)
5. “La autonomía y los pobres” (1995)

En 2002, fundó la revista especializada Gobierno Digital, que dirigió hasta 2006. 

## Distinciones
- Graduado con el Premio Universidad 1989 de la Universidad Católica de Córdoba (promedio general 9,80 en escala 0-10, en la Licenciatura en Ciencia Política).
- Primer legislador del mundo en lograr la certificación de calidad ISO 9001:2000 para su despacho parlamentario, acreditado por certificadora internacional independiente (Buenos Aires, 2002).
- Premio Gobierno Digital de Prince & Cooke 2005 por la implementación de e-procurement en el Ministerio de Justicia y Derechos Humanos en Argentina.
- Premio Antonio Ortiz Mena del Banco Interamericano de Desarrollo por su “excepcionales servicios y especial contribución al BID” (Washington D. C., 2013), por su liderazgo en un Bien Público Regional que asoció a 20 países de la región para estandarizar indicadores de convivencia y seguridad ciudadana.